# Leichtathletik-Europameisterschaften

Die Leichtathletik-Europameisterschaften sind Wettkämpfe, die von der European Athletic Association, dem europäischen Kontinentalverband, durchgeführt werden, um Europameister in den einzelnen Leichtathletikdisziplinen zu ermitteln.

## Geschichte
Die europäischen Titelwettkämpfe gibt es schon wesentlich länger als die 1983 erstmals ausgetragenen Leichtathletik-Weltmeisterschaften. Von 1934 bis 1966 wurden sie mit einer Kriegsunterbrechung 1942 immer zur „Halbzeit“ einer Olympiade ausgerichtet. Nach Abweichungen in den Jahren 1969 und 1971 setzte sich ab 1974 wieder der vierjährige Rhythmus durch und galt fast vier Jahrzehnte lang.
Mit den Europameisterschaften 2012 im finnischen Helsinki wurde dann ein zweijähriger Rhythmus eingeführt, der bei den Weltmeisterschaften schon seit 1991 bestand. Seitdem wechseln sich Europa- und Weltmeisterschaftsjahre einander ab, so dass nun jede zweite Europameisterschaften in einem Olympiajahr stattfindet, dann allerdings mit einem auf 42 statt 47 Disziplinen reduzierten Programm ohne die Wettbewerbe im Gehen und Marathonlauf.
Da 1934 die Frauen-Weltspiele noch der Höhepunkt der Frauenleichtathletik waren, wurden die ersten Leichtathletik-Europameisterschaften nur von den Männern ausgetragen. 1938 wurden die Wettbewerbe der Männer und Frauen an zwei verschiedenen Orten und an unterschiedlichen Daten durchgeführt.
Während bereits ab 1938 für die Frauenwettbewerbe drei Teilnehmerinnen je Land zugelassen waren (Ausnahme 1946: zwei statt drei), durften bei den Männern bis 1958 nur zwei Teilnehmer starten.
Deutschland wurde zu den Titelkämpfen der Jahre 1946 und 1950 nicht eingeladen. 1954 stellte die Bundesrepublik Deutschland allein die deutsche Mannschaft. 1958 und 1962 wurde in Ausscheidungsverfahren eine gemeinsame deutsche Mannschaft aus Sportlern der Bundesrepublik Deutschland und der Deutschen Demokratischen Republik gebildet. Danach nahmen beide deutsche Staaten bis 1990 mit eigenen Mannschaften teil.
1969 boykottierten die Sportler der BRD die Einzelwettbewerbe und nahmen nur der Form halber an den Staffelwettbewerben teil. Grund war die Nichtzulassung des kurz zuvor aus der DDR geflüchteten Mittelstreckenläufers Jürgen May.
Zum Endkampf jeder Disziplin wurden erst ab 1966 mindestens acht Sportler zugelassen, davor zum Teil nur sechs weil die Stadien teilweise nur sechs Rundbahnen hatten.
Bei der Schlussfeier der Europameisterschaften 1990 in Split verknoteten deutsche Athleten aus Ost und West die beiden Fahnen ihrer Länder als Symbol für eine zu Ende gehende Ära zweier Leichtathletikverbände und den Neustart.

## Veranstaltungen
Anmerkungen: ♂ – Männer, ♀ – Frauen
| Jahr   | Stadt      | Land                   | Datum                | Stadion                  |
| ------ | ---------- | ---------------------- | -------------------- | ------------------------ |
| 1934 ♂ | Turin      | Königreich Italien     | 7. bis 9. Sep.       | Stadio Comunale          |
| 1938 ♂ | Paris      | Frankreich             | 3. bis 5. Sep.       | Stade Olympique          |
| 1938 ♀ | Wien       | Deutsches Reich        | 17. bis 18. Sep.     | Praterstadion            |
| 1946   | Oslo       | Norwegen               | 23. bis 25. Aug.     | Bislett-Stadion          |
| 1950   | Brüssel    | Belgien                | 23. bis 27. Aug.     | Heysel-Stadion           |
| 1954   | Bern       | Schweiz                | 25. bis 29. Aug.     | Stadion Neufeld          |
| 1958   | Stockholm  | Schweden               | 19. bis 24. Aug.     | Olympiastadion           |
| 1962   | Belgrad    | SFR Jugoslawien        | 12. bis 16. Sep.     | Partizan-Stadion         |
| 1966   | Budapest   | Ungarn                 | 30. Aug. bis 4. Sep. | Népstadion               |
| 1969   | Athen      | Griechenland           | 16. bis 21. Sep.     | Karaiskakis-Stadion      |
| 1971   | Helsinki   | Finnland               | 10. bis 15. Aug.     | Olympiastadion           |
| 1974   | Rom        | Italien                | 1. bis 8. Sep.       | Olympiastadion           |
| 1978   | Prag       | Tschechoslowakei       | 29. Aug. bis 3. Sep. | Stadion Evžena Rošického |
| 1982   | Athen      | Griechenland           | 6. bis 12. Sep.      | Olympiastadion           |
| 1986   | Stuttgart  | BR Deutschland         | 26. bis 31. Aug.     | Neckarstadion            |
| 1990   | Split      | SFR Jugoslawien        | 27. Aug. bis 1. Sep. | Stadion Poljud           |
| 1994   | Helsinki   | Finnland               | 9. bis 14. Aug.      | Olympiastadion           |
| 1998   | Budapest   | Ungarn                 | 18. bis 23. Aug.     | Népstadion               |
| 2002   | München    | Deutschland            | 6. bis 11. Aug.      | Olympiastadion           |
| 2006   | Göteborg   | Schweden               | 6. bis 13. Aug.      | Ullevi-Stadion           |
| 2010   | Barcelona  | Spanien                | 27. Juli bis 1. Aug. | Olympiastadion           |
| 2012   | Helsinki   | Finnland               | 27. Juni bis 1. Juli | Olympiastadion           |
| 2014   | Zürich     | Schweiz                | 12. bis 17. Aug.     | Stadion Letzigrund       |
| 2016   | Amsterdam  | Niederlande            | 6. bis 10. Juli      | Olympiastadion           |
| 2018   | Berlin     | Deutschland            | 7. bis 12. Aug.      | Olympiastadion           |
| 2020   | Paris      | Frankreich             | 26. bis 30. Aug.     | Stade Charléty           |
| 2022   | München    | Deutschland            | 15. bis 21. Aug.     | Olympiastadion           |
| 2024   | Rom        | Italien                | 7. bis 12. Juni      | Olympiastadion           |
| 2026   | Birmingham | Vereinigtes Königreich | 10. bis 16. Aug.     | Alexander Stadium        |
| 2028   | Chorzów    | Polen                  | 22. bis 27. Aug.     | Stadion Śląski           |

## Medaillenspiegel
Ewiger Medaillenspiegel von 1934 bis 2024. Ehemalige Länder in kursiv.
| Land                   | Gold | Silber | Bronze | Total |
| ---------------------- | ---- | ------ | ------ | ----- |
| Deutschland            | 107  | 116    | 120    | 343   |
| Vereinigtes Königreich | 127  | 100    | 111    | 338   |
| Sowjetunion            | 121  | 109    | 103    | 333   |
| DDR                    | 90   | 83     | 65     | 238   |
| Polen                  | 59   | 60     | 66     | 185   |
| Frankreich             | 66   | 61     | 56     | 183   |
| Italien                | 56   | 55     | 58     | 169   |
| Russland               | 53   | 53     | 60     | 166   |
| Schweden               | 32   | 44     | 41     | 117   |
| Finnland               | 35   | 29     | 42     | 106   |
| Spanien                | 34   | 28     | 38     | 100   |
| Ukraine                | 23   | 30     | 24     | 77    |
| Ungarn                 | 18   | 24     | 24     | 66    |
| Niederlande            | 24   | 22     | 17     | 63    |
| Tschechoslowakei       | 16   | 16     | 27     | 59    |
| Norwegen               | 20   | 17     | 20     | 57    |
| Schweiz                | 12   | 16     | 19     | 47    |
| Belgien                | 16   | 15     | 13     | 44    |
| Portugal               | 16   | 15     | 10     | 41    |
| Bulgarien              | 12   | 16     | 12     | 40    |
| Rumänien               | 8    | 22     | 10     | 40    |
| Tschechien             | 8    | 14     | 14     | 36    |
| Belarus                | 8    | 11     | 8      | 27    |
| Türkei                 | 11   | 7      | 7      | 25    |
| Griechenland           | 8    | 5      | 10     | 23    |
| SFR Jugoslawien        | 6    | 6      | 3      | 15    |
| Dänemark               | 4    | 7      | 3      | 14    |
| Irland                 | 3    | 6      | 5      | 14    |
| Estland                | 3    | 6      | 3      | 12    |
| Kroatien               | 5    | 1      | 3      | 9     |
| Lettland               | 4    | 2      | 3      | 9     |
| Österreich             | 2    | 1      | 4      | 7     |
| Serbien                | 1    | 4      | 2      | 7     |
| Litauen                | 1    | 3      | 3      | 7     |
| Island                 | 3    | 1      | 1      | 5     |
| Slowenien              | 2    | 1      | 2      | 5     |
| Israel                 | 2    | 1      | 1      | 4     |
| Slowakei               | 1    | 3      | 0      | 4     |
| Aserbaidschan          | 0    | 1      | 2      | 3     |
| Albanien               | 0    | 1      | 0      | 1     |
| Luxemburg              | 0    | 1      | 0      | 1     |
| Moldau                 | 0    | 0      | 1      | 1     |
|                        |      |        |        |       |
| Gesamt                 | 912  | 915    | 913    | 2740  |

Die einzelnen Medaillengewinnerinnen finden sich in der Liste der Europameister in der Leichtathletik/Medaillengewinnerinnen. Die einzelnen Medaillengewinner finden sich in der Liste der Europameister in der Leichtathletik/Medaillengewinner.